# Лава (река, впадает в Ладожское озеро)
Ла́ва — река в России, протекает по территории Кировского района Ленинградской области. Длина реки — 31 км, площадь водосборного бассейна — 529 км², впадает в Ладожское озеро. Часть пути река протекает по живописному каньону, вскрывающему породы кембрийского и ордовикского периодов. Каньон реки Лавы является памятником природы регионального значения. В Лаву впадают два притока: Ковра и Сарья.

## Течение реки
Лава берёт начало в торфяных болотах южнее посёлка Назия. Из-за торфа вода реки имеет бурый цвет. Первый участок 35 км, до железнодорожной станции Жихарево, река течёт в мелкой долине, характерной для большинства рек Ленинградской области. В средней части, после станции Жихарево, долина превращается в каньон глубиной до 30 метров, тянущийся на 7 км. В нижней части течения Лава протекает по Приладожской низменности и впадает в Ладожское озеро.
Каньонообразный участок долины Лавы у деревни Городище, длиной около 2,5 километра, постановлением Леноблисполкома от 29 марта 1976 года взят под охрану как памятник природы регионального значения.

## Каньон

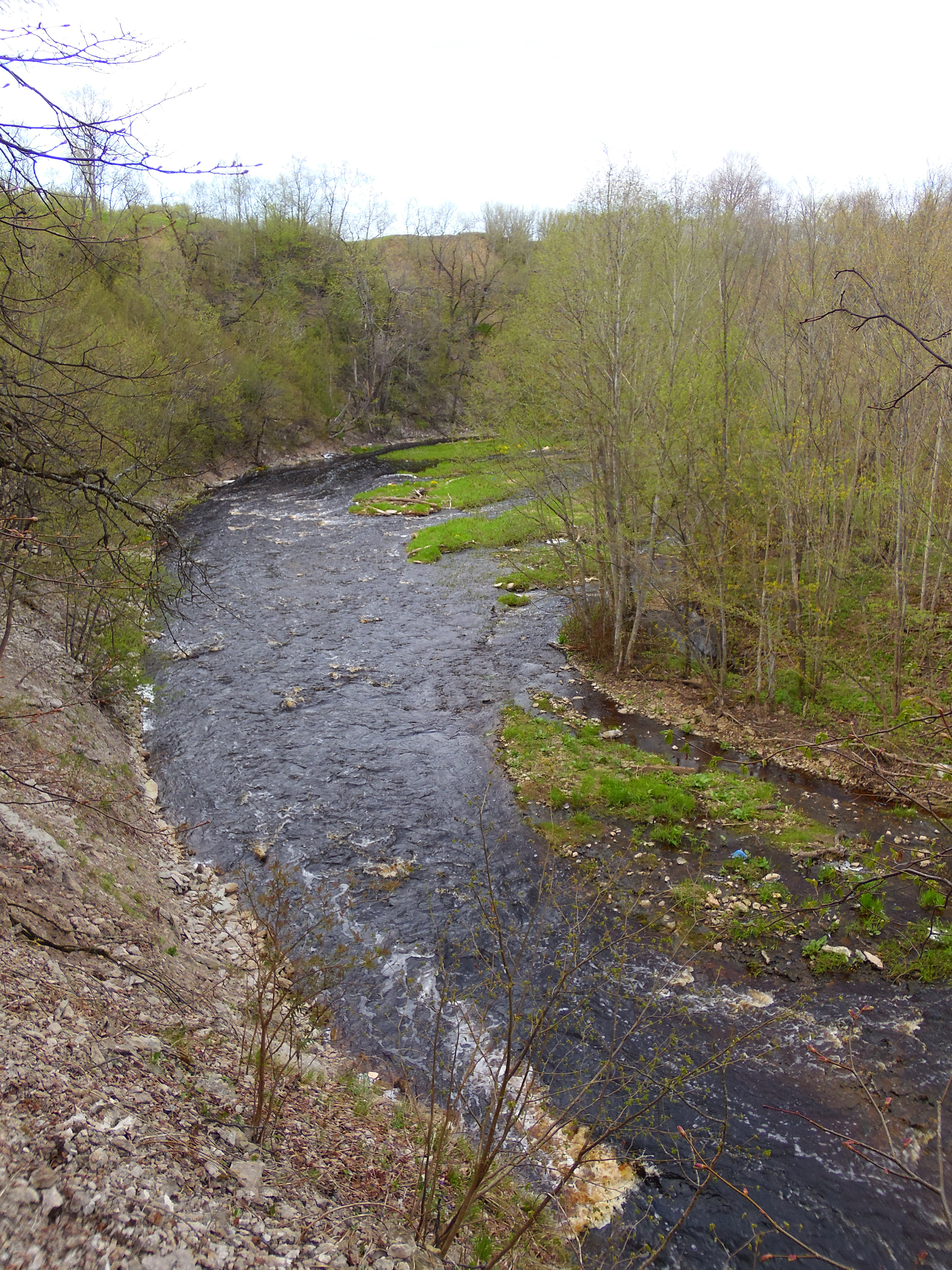
Каньон реки Лава

Каньон реки Лавы образовался при пересечении рекой Ордовикского уступа (глинта). Падение реки на этом отрезке длиной около 4 км составляет 30 м — от 39,0 м в устье реки Ковра, впадающей в Лаву, до 9,0 м у деревни Подолье: в среднем 7,5 м на 1 км, что является аномальным для рек Северно-Западного региона. Долина реки на этом участке имеет V-образный каньонообразный профиль с глубиной вреза относительно коренных берегов от 12 м у южной границы участка до 35 м на месте пересечения рекой собственно глинта. В крутых, местами обрывистых бортах долины на поверхность выходят отложения ордовикского и кембрийского возраста.
Нижнекембрийские отложения представлены синими глинами, выходящими в нижних частях береговых склонов у дер. Подолье. Основной разрез этих осадков находится ниже уреза воды, а видимая их мощность составляет 0,3-0,1 м. Перекрывающие их пески и песчаники эофитового горизонта являются нижнекембрийскими. На них залегают пески и песчаники среднекембрийского возраста.
На кембрийских отложениях покоятся образования нижнеордовикского возраста, представленные диктионемовыми сланцами, оболовыми песками и песчаниками пакерортского горизонта, глауконитовыми песками и песчаниками мяэкюльского, глауконитовыми известняками и доломитами волховского, известняками, местами доломитизированными и доломитами кундского горизонтов.
Завершают разрез дочетвертичных пород среднеордовикские отложения таллинского горизонта, состоящие из известняков с прослоями мергелей, глин и доломитов. Нижняя часть известняков носит название глауконитовых. Данные известняки представляют собой хороший строительный материал, вследствие чего разрабатываются в карьерах, расположенных неподалёку от Лавы (месторождения Путиловское и Бабино Сельцо). До Великой Отечественной войны известняки добывались и в долине Лавы.
Почти вся толща ордовикских пород обогащена окаменевшими останками организмов, обитавших в морском бассейне около 500 млн лет назад.

## Природа
Долина реки Лава и прилегающие участки водораздела покрыты широколиственным лесом из вяза, ясеня, клёна, лещины, в котором произрастают редкие виды растений. В каньоне встречаются папоротник голокучник Роберта, хохлатка промежуточная. На берегах вне каньона растут горечавка крестообразная, воробейник лекарственный.
В каньоне обитало большое количество гадюк, которые за последние[какие?] годы вымерли.

## История
По реке Лава с 1618 по 1702 год проходила граница России и Швеции.

## Фотографии

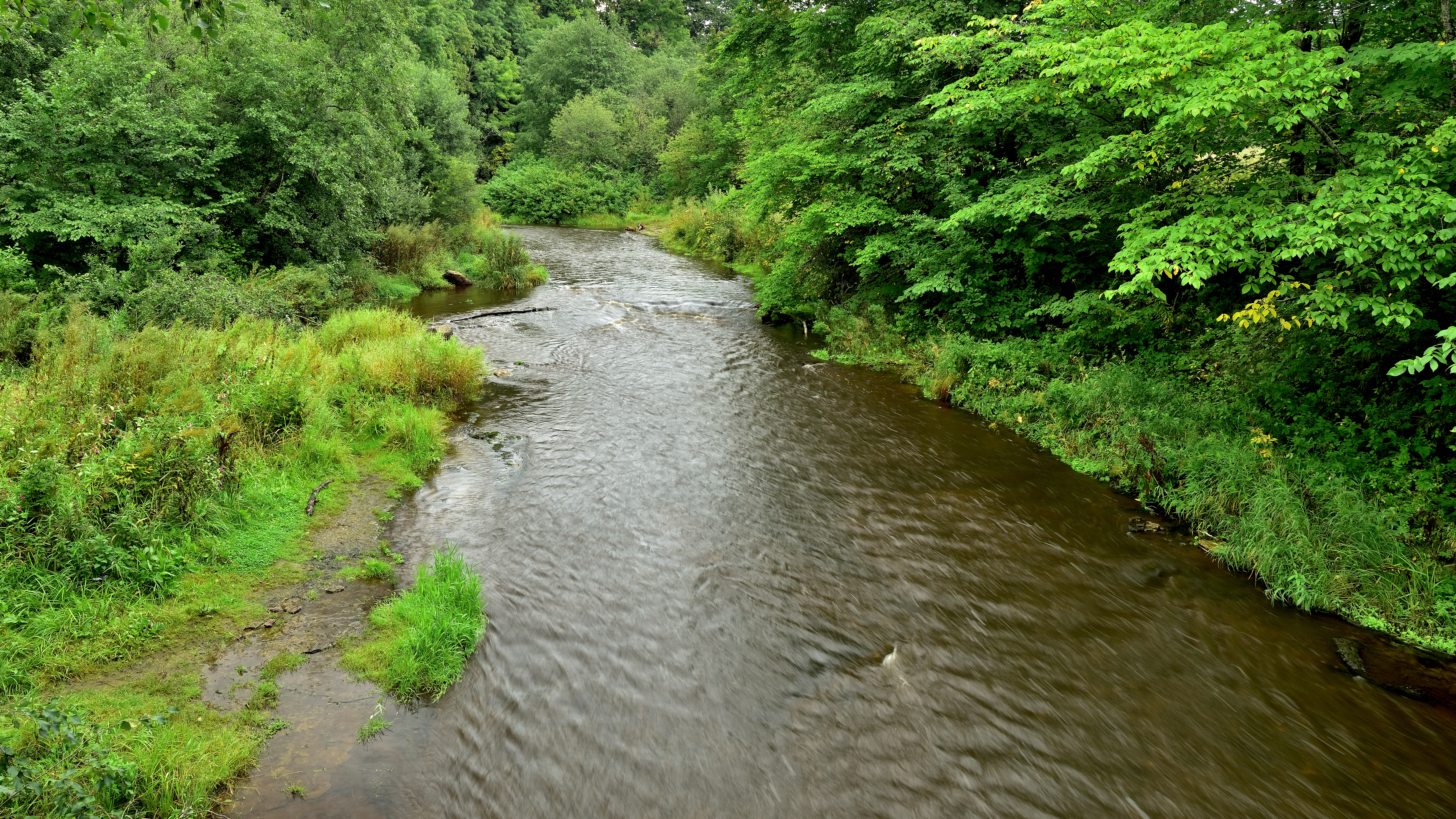
Берега реки Лава
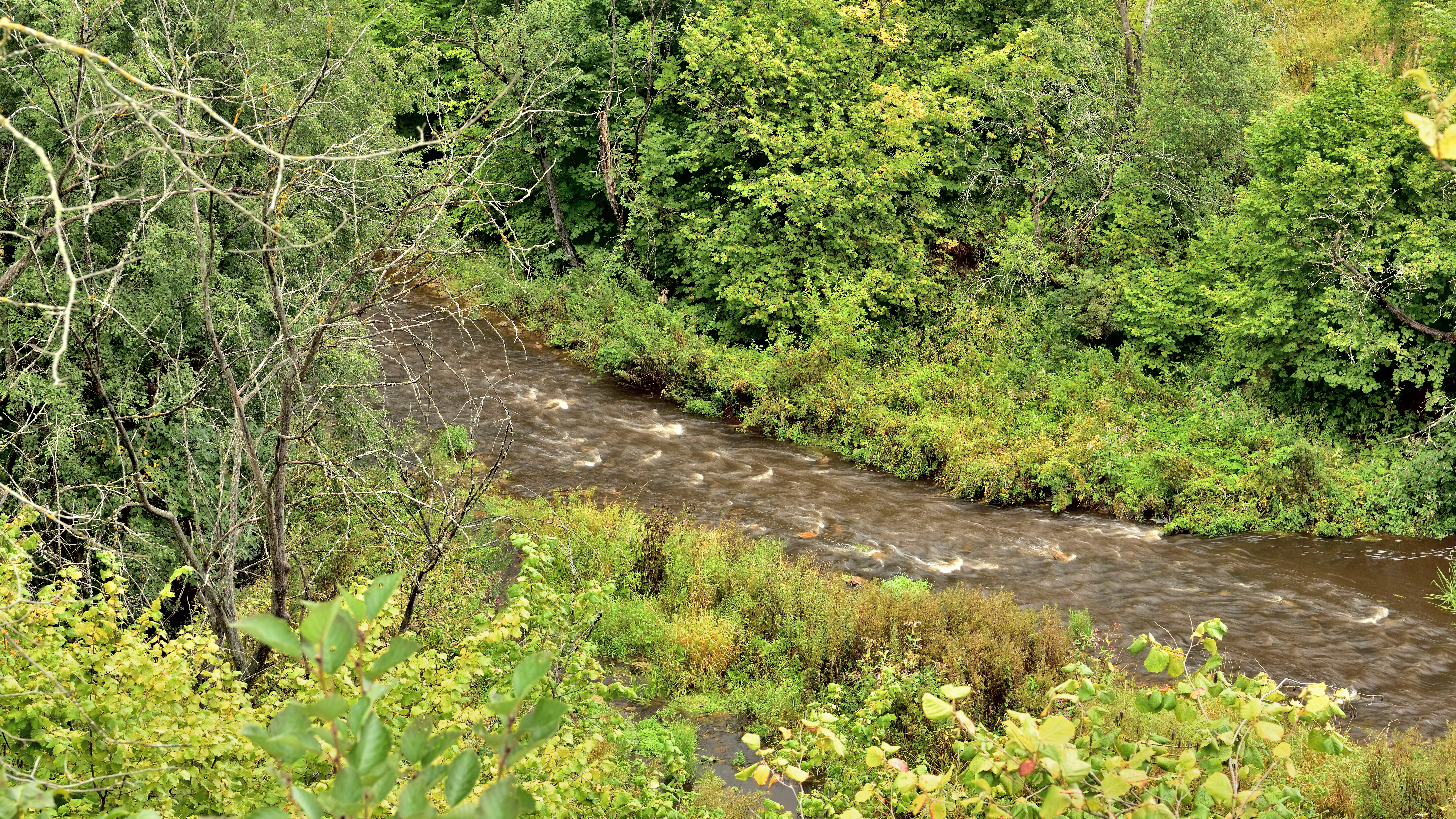
Вид на реку с берега каньона
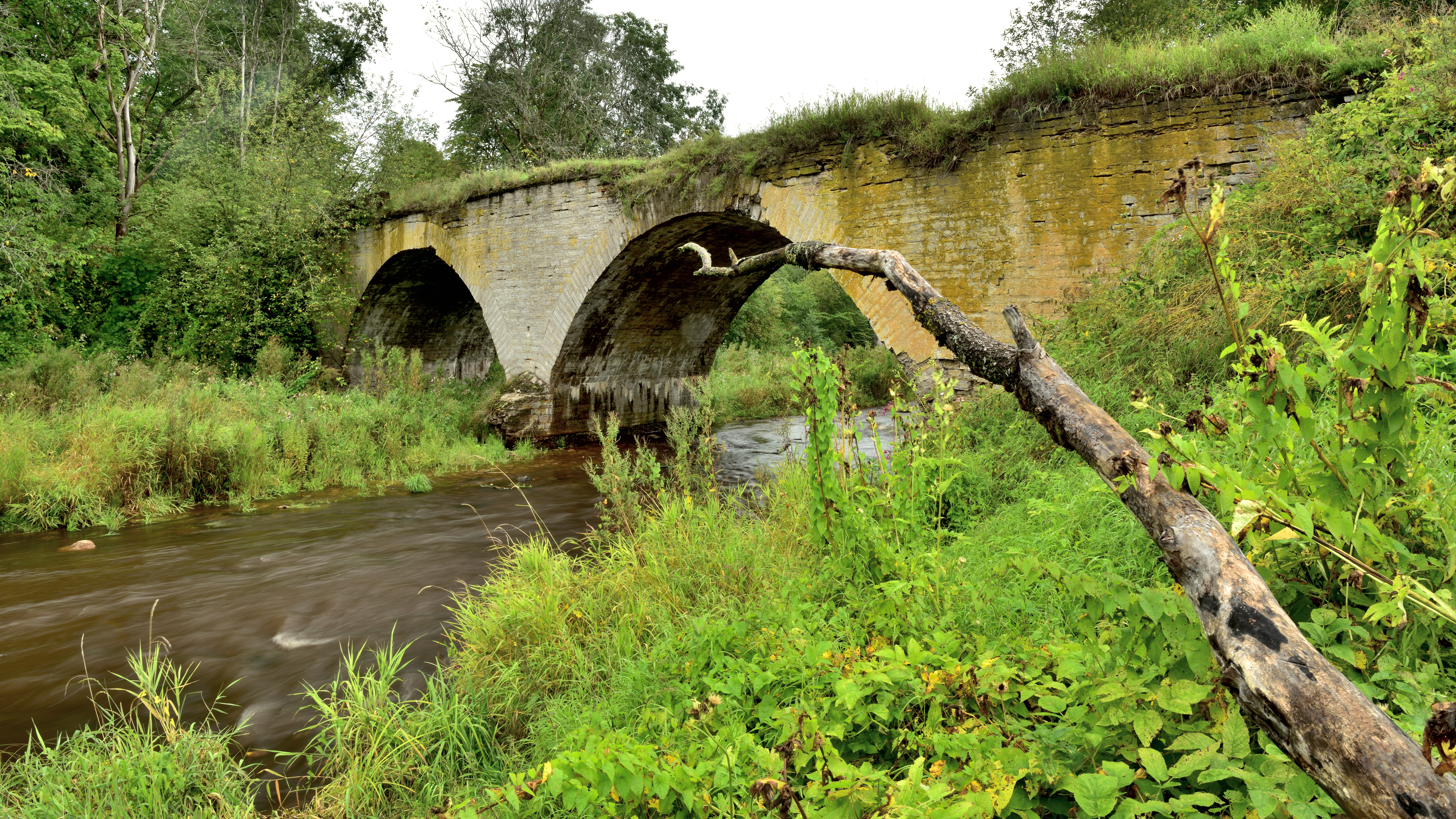
Река у арочного моста
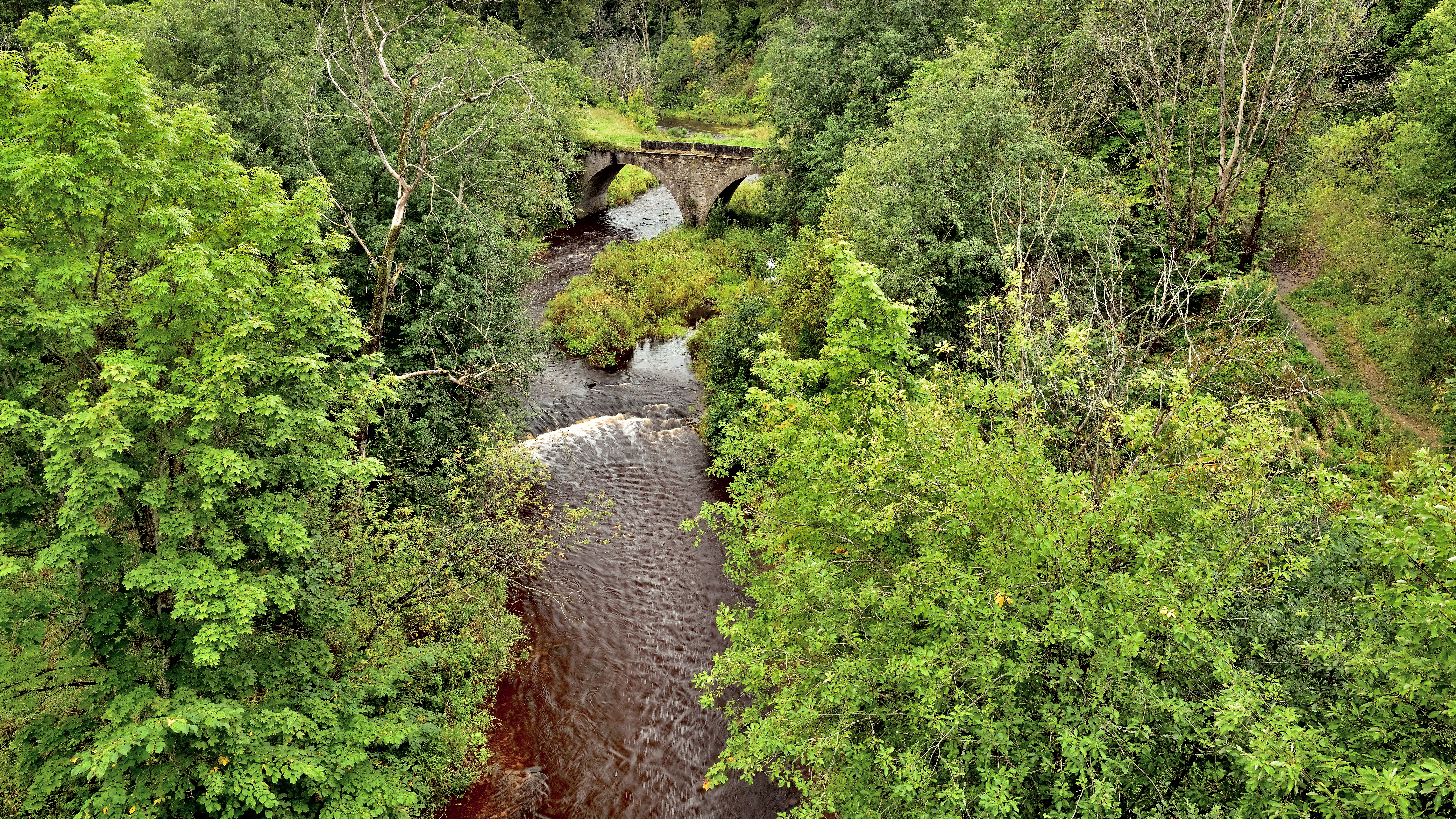
Вид на каньон с моста в деревне Васильково
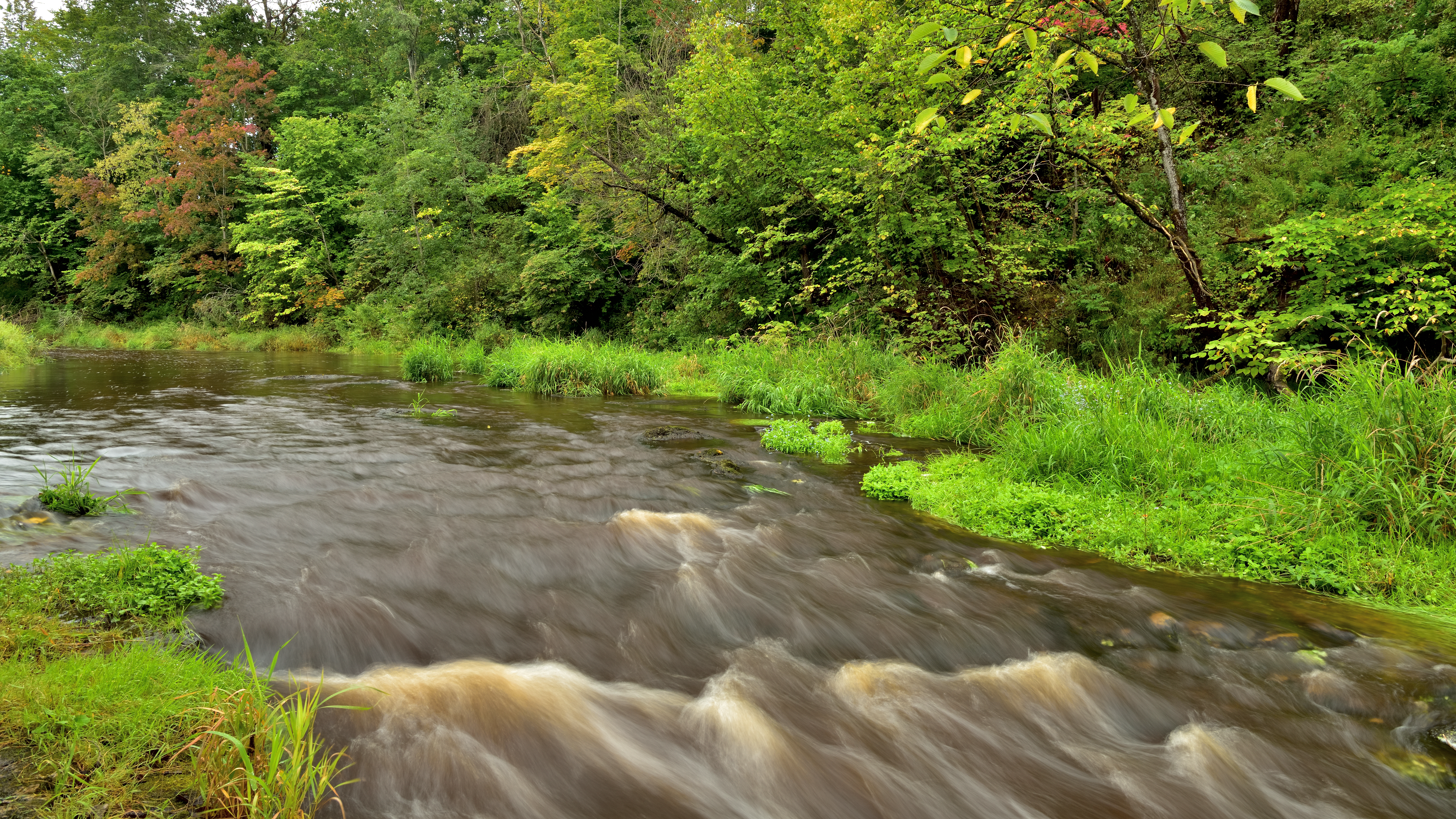
Потоки реки в каньоне